# Sargus illuminata
Sargus illuminata är en tvåvingeart som först beskrevs av Lindner 1949.  Sargus illuminata ingår i släktet Sargus och familjen vapenflugor. Inga underarter finns listade i Catalogue of Life.